# Švehlův mlýn
Švehlův mlýn (Hořejší) je vodní mlýn v Praze 10-Hostivaři, který stojí na potoce Botič. Je chráněn jako nemovitá kulturní památka České republiky.

## Historie
Vodní mlýn dala v letech 1623–1638 vystavět Anna Salomena z Bubna. Roku 1678 vyhořel a o necelých sto let později byl oddělen od dvora. Počátkem 19. století byl podstatně přestavěn. Spolu s dvorem jej roku 1880 koupil Antonín Švehla, otec ministerského předsedy Antonína Švehly.

## Popis
Roku 1841 je mlýn na indikační skice mapě zachycen jako budova o dvou křídlech. Zděné patrové stavení na půdorysu písmena „L“ je postavené v ohybu náhonu. Jeho východní křídlo tvořilo mlýnici, západní část byla obytná s branou v průčelí.
Obytná budova má v přízemí i v patře dvě průchozí místnosti s rovnými stropy. V přízemní mlýnici je zachováno ocelové soukolí a pod její severní částí se nachází sklípek.
V roce 1930 měl mlýn jedno kolo na svrchní vodu, průtok 0,157 m³/s, spád 3,95 metru a výkon 5,4 HP.